# Trầm
Trầm hay trầm hương, trầm dó, dó bầu, dó núi (danh pháp khoa học: Aquilaria crassna) là một loài thực vật thuộc họ Trầm. Loài này phân bố ở Đông Nam Á và đảo New Guinea.
Tại Việt Nam, cây trầm phân bố ở Hà Giang đến Phú Quốc.

## Kinh tế
Aquilaria crassna một nguồn cho gỗ trầm hương, một loại gỗ lõi có nhựa, dùng lấy hương và trầm. Chất nhựa tiết ra từ cây để đáp lại việc nhiễm một loài mốc ký sinh thuộc ngành Nấm túi, Phaeoacremonium parasitica,.

## Hình ảnh

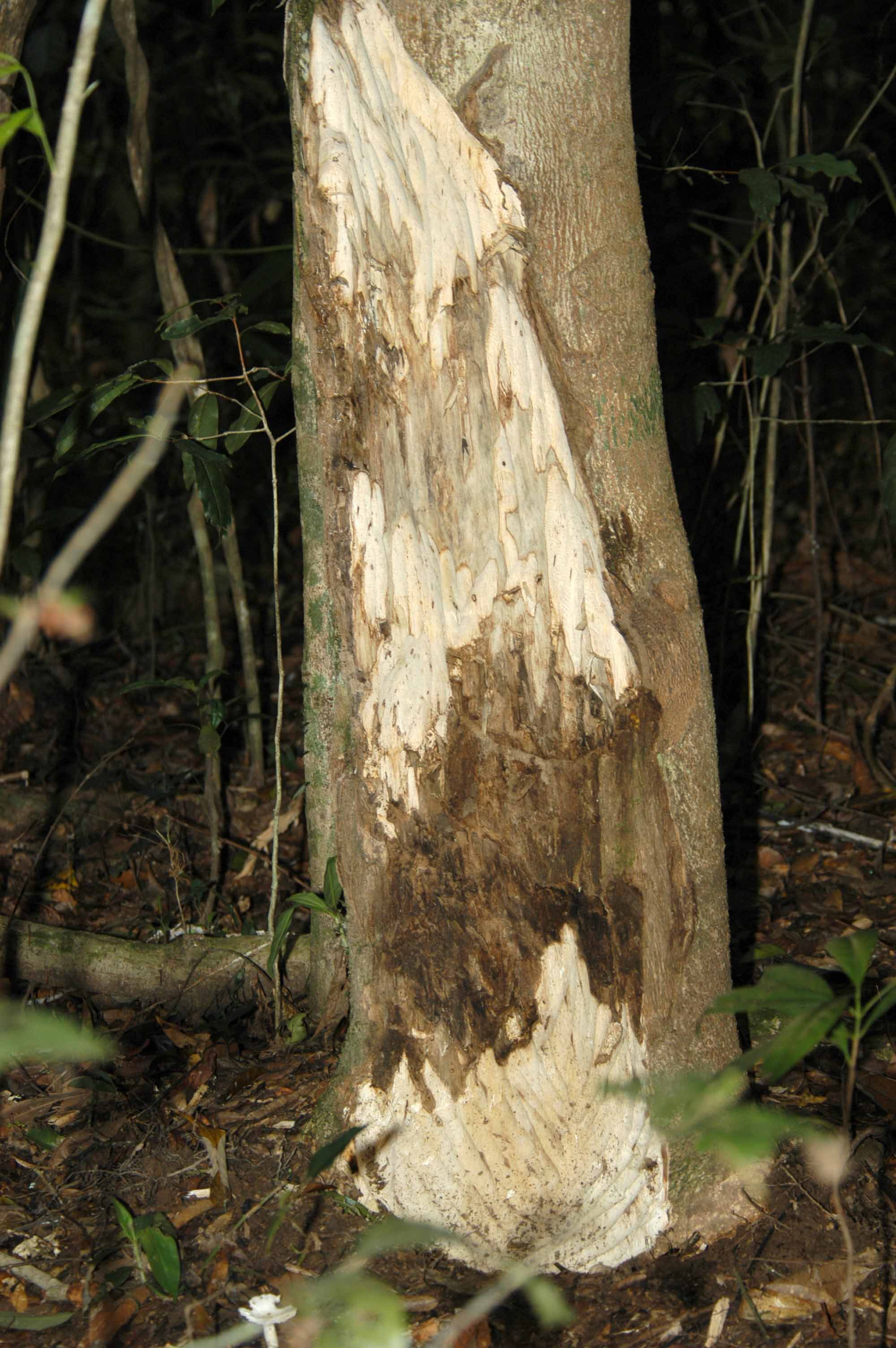
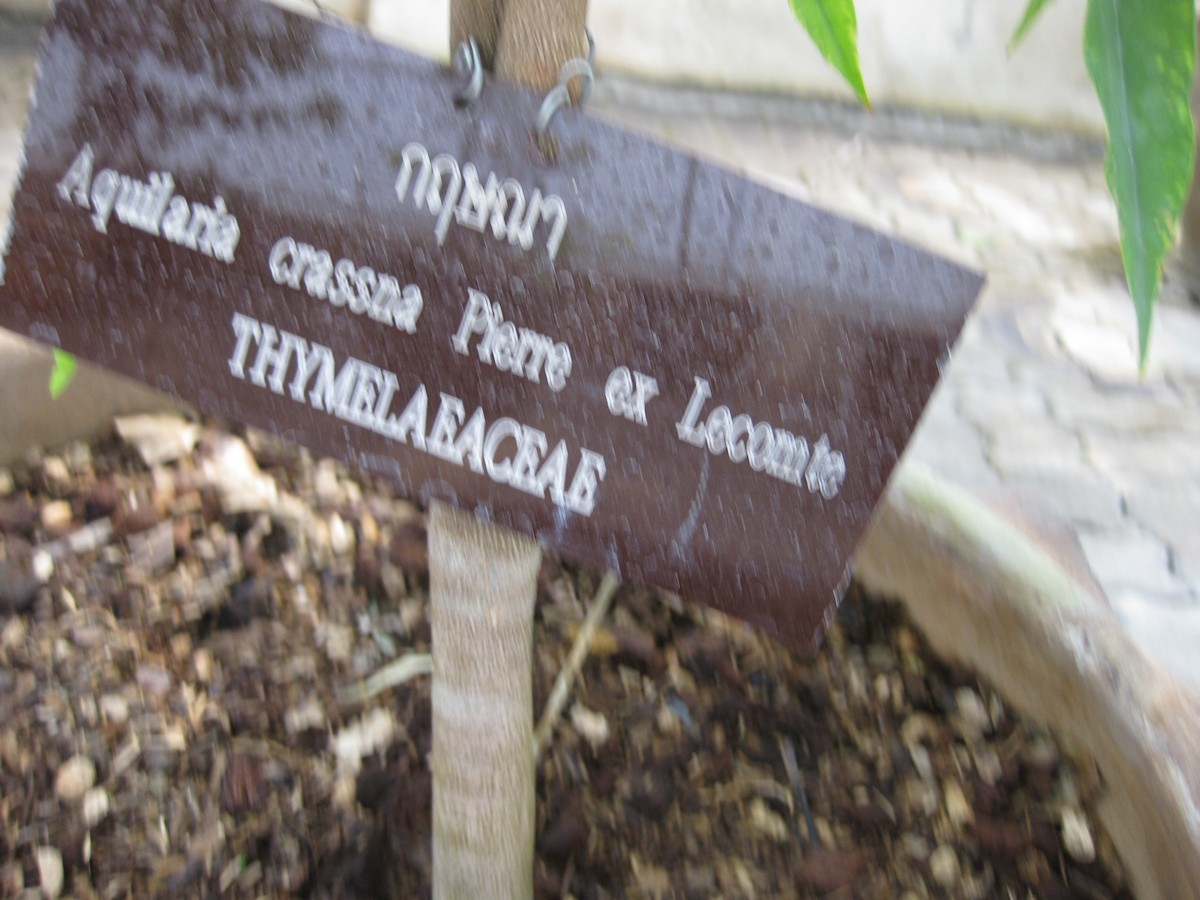